# On Thursday We Leave for Home
"On Thursday We Leave for Home" is een aflevering van de Amerikaanse televisieserie The Twilight Zone. Het scenario van de aflevering werd geschreven door Rod Serling.

## Plot

### Opening
This is William Benteen, who officiates on a disintegrating outpost in space. The people are a remnant society who left the Earth looking for a millennium — a place without war, without jeopardy, without fear — and what they found was a lonely, barren place whose only industry was survival. And this is what they've done for three decades: survive, until the memory of the Earth they came from has become an indistinct and shadowed recollection of another time and another place. One month ago, a signal from Earth announced that a ship would be coming to pick them up and take them home. In just a moment, we'll hear more of that ship, more of that home and what it takes out of mind and body to reach it. This is the Twilight Zone.
— Rod Serling

### Verhaal
Een expeditieschip van de aarde is 30 jaar geleden neergestort op de planeet V9-Gamma. In die 30 jaar hebben de crewleden alles gedaan om te overleven. Kapitein Benteen voert een strenge discipline uit op zijn bemanning en staat niet toe dat ze hoop verliezen ondanks de tegenslagen.
Dan arriveert eindelijk bericht dat er een reddingsschip op weg is om hen te halen. Hoewel de anderen blij zijn dat er eindelijk hulp komt, is Benteen duidelijk minder gelukkig. Hij wil zijn machtspositie niet verliezen en probeert de andere te overtuigen niet naar de aarde terug te keren. Wanneer dat niet lukt, besluit hij koppig om achter te blijven.
Op de dag dat het reddingsschip eindelijk arriveert, zoeken kolonel Sloane en Benteens tweede bevelhebber Al Baines naar Benteen. Ze vinden hem niet, dus roept Sloane dat hij Benteen nog een kans geeft terug te komen op zijn beslissing. Er volgt geen reactie, dus vertrekken Baines en Sloane weer. Terwijl het schip zich klaarmaakt voor vertrek, blijft Benteen in een grot en beeldt zich in dat zijn bemanning daar ook nog is. Dan dringt de realiteit tot hem door en beseft hij dat hij zelf ook best graag naar huis wil. Hij rent de grot uit, maar te laat; het schip is al vertrokken. Zo blijft Benteen alleen achter op de planeet.

### Slot
William Benteen, who had prerogatives; he could lead, he could direct, dictate, judge, legislate. It became a habit, then a pattern, and finally a necessity. William Benteen; once a god, now a population of one.
— Rod Serling

## Rolverdeling
- James Whitmore: Kapitein Benteen
- Tim O'Connor: Kolonel Sloane
- James Broderick: Al
- Paul Langton: George
- Jo Helton: Julie
- Mercedes Shirley: Joan

## Trivia
- Deze aflevering staat op volume 39 van de dvd-reeks.
- Het ruimteschip uit deze aflevering werd ook gebruikt in de film Forbidden Planet.
- Rod Serling beschouwde deze aflevering als de enige echt goede aflevering van seizoen 4. Hij hield zelf niet van de 1 uur durende aflevering en gaf de voorkeur aan het oude formaat van 30 minuten.